# Calciatori del Liverpool Football Club
Questa è la lista dei calciatori della società calcistica britannica Liverpool Football Club.

## Giocatori
| Nome                | Nazionalità          | Ruolo          | Carriera nel Liverpool | Capitano                      | Presenze | Gol |
| ------------------- | -------------------- | -------------- | ---------------------- | ----------------------------- | -------- | --- |
| Matt McQueen        | Scozia               | Jolly          | 1892–1899              |                               | 105      | 7   |
| Andrew Hannah       | Scozia               | Difensore      | 1892–1895              | 1892–1895                     | 73       | 1   |
| Duncan McLean       | Scozia               | Difensore      | 1892–1895              |                               | 86       | 6   |
| James McBride       | Scozia               | Difensore      | 1892–1895              |                               | 59       | 7   |
| Joe McQue           | Scozia               | Difensore      | 1892–1898              |                               | 146      | 14  |
| John McCartney      | Scozia               | Difensore      | 1892–1898              | 1897–98                       | 167      | 6   |
| Malcolm McVean      | Scozia               | Attaccante     | 1892–1897              |                               | 130      | 41  |
| Hugh McQueen        | Scozia               | Ala            | 1892–1895              |                               | 63       | 17  |
| Thomas Bradshaw     | Inghilterra          | Attaccante     | 1893–1898              |                               | 138      | 53  |
| Jimmy Ross          | Scozia               | Attaccante     | 1894–1897              | 1895–97                       | 85       | 40  |
| George Allan        | Scozia               | Attaccante     | 1895–1897 1898–1899    |                               | 96       | 58  |
| Billy Dunlop        | Scozia               | Difensore      | 1895–1909              |                               | 363      | 2   |
| Archie Goldie       | Scozia               | Difensore      | 1895–1900              |                               | 149      | 1   |
| Harry Storer        | Inghilterra          | Portiere       | 1895–1901              | 1898–1899                     | 121      | 0   |
| William Goldie      | Scozia               | Difensore      | 1897–1904              |                               | 174      | 6   |
| Jack Cox            | Inghilterra          | Ala            | 1898–1909              |                               | 361      | 81  |
| Alex Raisbeck       | Scozia               | Difensore      | 1898–1909              | 1899–1909 †                   | 341      | 19  |
| Tom Robertson       | Scozia               | Ala            | 1898–1902              |                               | 141      | 34  |
| John Walker         | Scozia               | Attaccante     | 1898–1902              |                               | 120      | 31  |
| Bill Perkins        | Inghilterra          | Portiere       | 1899–1903              |                               | 117      | 0   |
| Sam Raybould        | Inghilterra          | Attaccante     | 1900–1907              |                               | 226      | 128 |
| Maurice Parry       | Galles               | Difensore      | 1900–1909              |                               | 222      | 4   |
| Arthur Goddard      | Inghilterra          | Ala            | 1902–1914              | 1909–1912                     | 415      | 79  |
| Jack Parkinson      | Inghilterra          | Attaccante     | 1902–1914              |                               | 220      | 130 |
| Alf West            | Inghilterra          | Difensore      | 1903–1909 1910–1911    |                               | 141      | 6   |
| Robbie Robinson     | Inghilterra          | Difensore      | 1904–1912              |                               | 271      | 64  |
| Joe Hewitt          | Inghilterra          | Attaccante     | 1904–1910              |                               | 164      | 73  |
| Tom Chorlton        | Inghilterra          | Difensore      | 1904–1912              |                               | 121      | 8   |
| Sam Hardy           | Inghilterra          | Portiere       | 1905–1912              |                               | 240      | 0   |
| James Bradley       | Inghilterra          | Difensore      | 1905–1911              |                               | 185      | 8   |
| James Harrop        | Inghilterra          | Difensore      | 1908–1912              |                               | 139      | 4   |
| Ronald Orr          | Scozia               | Attaccante     | 1908–1912              |                               | 112      | 39  |
| Robert Crawford     | Scozia               | Difensore      | 1909–1915              |                               | 114      | 1   |
| Donald Mackinlay    | Scozia               | Difensore      | 1910–1929 ¤            | 1919–1920 1921–1928 †         | 434      | 34  |
| Ephraim Longworth * | Inghilterra          | Difensore      | 1910–1928              | 1912–1913 1919–1920 1920–1921 | 371      | 0   |
| Harry Lowe          | Inghilterra          | Difensore      | 1911–1920              | 1913–1915                     | 135      | 20  |
| Bob Pursell         | Scozia               | Difensore      | 1911–1920              |                               | 112      | 0   |
| Elisha Scott *      | Irlanda del Nord     | Portiere       | 1912–1934              |                               | 468      | 0   |
| Bill Lacey          | Irlanda (bandiera)   | Ala            | 1912–1915 1919–1924    |                               | 259      | 29  |
| Tom Miller          | Scozia               | Attaccante     | 1912–1920              |                               | 146      | 56  |
| Ken Campbell        | Scozia               | Portiere       | 1912–1920              |                               | 142      | 0   |
| Robert Ferguson     | Scozia               | Difensore      | 1912–1915              |                               | 103      | 2   |
| Jackie Sheldon      | Inghilterra          | Ala            | 1913–1922              |                               | 147      | 20  |
| Harry Chambers      | Inghilterra          | Attaccante     | 1915–1928              |                               | 339      | 151 |
| Walter Wadsworth    | Inghilterra          | Difensore      | 1915–1926              |                               | 241      | 8   |
| Tommy Lucas         | Inghilterra          | Difensore      | 1916–1933              |                               | 366      | 3   |
| Tom Bromilow        | Inghilterra          | Difensore      | 1919–1929              | 1928–29                       | 375      | 11  |
| Dick Forshaw        | Inghilterra          | Attaccante     | 1919–1927              |                               | 288      | 124 |
| Jock McNab          | Scozia               | Difensore      | 1920–1928              |                               | 222      | 6   |
| Fred Hopkin         | Inghilterra          | Ala            | 1921–1931              |                               | 360      | 12  |
| Gordon Hodgson *    | Inghilterra          | Attaccante     | 1925–1936              |                               | 377      | 241 |
| Arthur Riley        | Sudafrica (bandiera) | Portiere       | 1925–1940              |                               | 338      | 0   |
| James Jackson       | Scozia               | Difensore      | 1925–1933              | 1929–1930                     | 224      | 2   |
| Dick Edmed          | Inghilterra          | Ala            | 1926–1932              |                               | 170      | 46  |
| Robert Done         | Inghilterra          | Difensore      | 1926–1935              |                               | 155      | 13  |
| Tom Morrison        | Scozia               | Difensore      | 1927–1935              | 1930–1931                     | 254      | 4   |
| Jimmy McDougall     | Scozia               | Difensore      | 1928–1938              |                               | 356      | 12  |
| Harold Barton       | Inghilterra          | Attaccante     | 1928–1934              |                               | 109      | 29  |
| Archie McPherson    | Scozia               | Attaccante     | 1929–1934              |                               | 133      | 19  |
| Tom Bradshaw        | Scozia               | Difensore      | 1930–1938              | 1931–1934                     | 291      | 4   |
| Dave Wright         | Scozia               | Attaccante     | 1930–1934              |                               | 100      | 35  |
| Alf Hanson          | Inghilterra          | Ala            | 1931–1938              |                               | 177      | 52  |
| Robert Savage       | Inghilterra          | Difensore      | 1931–1938              |                               | 105      | 2   |
| Willie Steel        | Scozia               | Difensore      | 1931–1935              |                               | 128      | 0   |
| Berry Nieuwenhuys   | Sudafrica (bandiera) | Ala            | 1933–1947              |                               | 260      | 79  |
| Tom Cooper          | Inghilterra          | Difensore      | 1934–1939              | 1934–1939                     | 160      | 0   |
| Jim Harley          | Scozia               | Difensore      | 1934–1948              |                               | 134      | 0   |
| Jack Balmer         | Inghilterra          | Attaccante     | 1935–1952              | 1947–1950                     | 312      | 111 |
| Willie Fagan        | Scozia               | Attaccante     | 1935–1952              | 1945–1947 †                   | 185      | 57  |
| Phil Taylor         | Inghilterra          | Difensore      | 1936–1954              | 1950–1953                     | 345      | 34  |
| Matt Busby          | Scozia               | Difensore      | 1936–1939              | 1939–1940                     | 125      | 3   |
| Bill Jones          | Inghilterra          | Difensore      | 1938–1954              | 1953–1954                     | 277      | 17  |
| Cyril Done          | Inghilterra          | Attaccante     | 1938–1952              |                               | 111      | 38  |
| Billy Liddell *     | Scozia               | Attaccante     | 1939–1961              | 1955–1958                     | 534      | 228 |
| Ray Lambert         | Galles               | Difensore      | 1939–1956 ¤            |                               | 341      | 2   |
| Bob Paisley         | Inghilterra          | Difensore      | 1939–1954 ¤            |                               | 277      | 12  |
| Eddie Spicer        | Inghilterra          | Difensore      | 1939–1954              |                               | 168      | 2   |
| Laurie Hughes       | Inghilterra          | Difensore      | 1943–1960              | 1954–1955                     | 326      | 1   |
| Jimmy Payne         | Inghilterra          | Ala            | 1944–1956              |                               | 243      | 43  |
| Albert Stubbins     | Inghilterra          | Attaccante     | 1946–1953              |                               | 178      | 83  |
| Cyril Sidlow        | Galles               | Portiere       | 1946–1952              |                               | 165      | 0   |
| Kevin Baron         | Inghilterra          | Attaccante     | 1946–1954              |                               | 153      | 32  |
| Brain Jackson       | Inghilterra          | Ala            | 1951–1958              |                               | 133      | 11  |
| Ronnie Moran        | Inghilterra          | Difensore      | 1952–1965 ¤            | 1959–1960                     | 379      | 17  |
| Alan A'Court        | Inghilterra          | Ala            | 1952–1964              |                               | 381      | 63  |
| Geoff Twentyman     | Inghilterra          | Difensore      | 1953–1960              |                               | 184      | 19  |
| Roy Saunders        | Inghilterra          | Difensore      | 1953–1959              |                               | 146      | 1   |
| John Evans          | Inghilterra          | Attaccante     | 1953–1957              |                               | 107      | 53  |
| Louis Bimpson       | Inghilterra          | Attaccante     | 1953–1959              |                               | 102      | 39  |
| Jimmy Melia         | Inghilterra          | Midfielder     | 1954–1964              |                               | 286      | 79  |
| Gerry Byrne         | Inghilterra          | Attaccante     | 1955–1969 ¤            |                               | 333      | 4   |
| John Molyneux       | Inghilterra          | Difensore      | 1955–1962              |                               | 249      | 3   |
| Dick White          | Inghilterra          | Difensore      | 1955–1962              | 1960–1961                     | 217      | 1   |
| Johnny Wheeler      | Inghilterra          | Centrocampista | 1955–1963              | 1958–1959                     | 177      | 23  |
| Tommy Younger       | Scozia               | Portiere       | 1956–1959              |                               | 127      | 0   |
| Tommy Lawrence      | Scozia               | Portiere       | 1958–1971              |                               | 390      | 0   |
| Roger Hunt *        | Inghilterra          | Attaccante     | 1958–1969              |                               | 492      | 286 |
| James Harrower      | Scozia               | Centrocampista | 1958–1961              |                               | 105      | 22  |
| Tommy Leishman      | Scozia               | Difensore      | 1959–1963              |                               | 118      | 7   |
| Bert Slater         | Scozia               | Portiere       | 1959–1962              |                               | 111      | 0   |
| Ian Callaghan *     | Inghilterra          | Centrocampista | 1960–1978              |                               | 857      | 68  |
| Chris Lawler        | Inghilterra          | Difensore      | 1960–1975              |                               | 549      | 61  |
| Gordon Milne        | Inghilterra          | Centrocampista | 1960–1967              |                               | 282      | 18  |
| Ron Yeats           | Scozia               | Difensore      | 1961–1971              | 1961–1970 †                   | 454      | 16  |
| Ian St. John        | Scozia               | Attaccante     | 1961–1971              |                               | 425      | 118 |
| Bobby Graham        | Scozia               | Attaccante     | 1961–1972              |                               | 137      | 42  |
| Thomas Smith        | Inghilterra          | Difensore      | 1962–1978              | 1970–1973 †                   | 638      | 48  |
| Willie Stevenson    | Scozia               | Centrocampista | 1962–1967              |                               | 241      | 18  |
| Peter Thompson      | Inghilterra          | Ala            | 1963–1974              |                               | 415      | 54  |
| Geoff Strong        | Inghilterra          | Difensore      | 1964–1970              |                               | 201      | 33  |
| Ray Clemence        | Inghilterra          | Portiere       | 1967–1981              |                               | 665      | 0   |
| Emlyn Hughes        | Inghilterra          | Difensore      | 1967–1979              | 1973–1978 †                   | 665      | 49  |
| Brian Hall          | Inghilterra          | Centrocampista | 1968–1976              |                               | 224      | 21  |
| Alun Evans          | Inghilterra          | Attaccante     | 1968–1972              |                               | 111      | 33  |
| Alec Lindsay        | Inghilterra          | Difensore      | 1969–1977              |                               | 248      | 18  |
| Larry Lloyd         | Inghilterra          | Difensore      | 1969–1974              |                               | 218      | 5   |
| Phil Boersma        | Inghilterra          | Attaccante     | 1969–1975              |                               | 121      | 30  |
| Steve Heighway      | Irlanda              | Ala            | 1970–1981              |                               | 475      | 76  |
| John Toshack        | Galles               | Attaccante     | 1970–1978              |                               | 246      | 96  |
| Kevin Keegan        | Inghilterra          | Attaccante     | 1971–1977              |                               | 323      | 100 |
| Phil Thompson       | Inghilterra          | Difensore      | 1972–1985              | 1978–1981 †                   | 477      | 13  |
| Peter Cormack       | Scozia               | Centrocampista | 1972–1976              |                               | 178      | 26  |
| Jimmy Case          | Inghilterra          | Centrocampista | 1973–1981              |                               | 269      | 46  |
| Terry McDermott     | Inghilterra          | Centrocampista | 1973–1982              |                               | 329      | 81  |
| Phil Neal *         | Inghilterra          | Difensore      | 1974–1985              | 1984–1985                     | 650      | 59  |
| Ray Kennedy         | Inghilterra          | Centrocampista | 1974–1982              |                               | 393      | 72  |
| David Fairclough *  | Inghilterra          | Attaccante     | 1974–1983              |                               | 154      | 55  |
| Joey Jones          | Galles               | Difensore      | 1975–1978              |                               | 100      | 3   |
| Sammy Lee           | Inghilterra          | Centrocampista | 1976–1986              |                               | 295      | 19  |
| David Johnson       | Inghilterra          | Attaccante     | 1976–1982              |                               | 213      | 78  |
| Alan Hansen         | Scozia               | Difensore      | 1977–1991              | 1985–1988 1989–1990 †         | 620      | 14  |
| Kenny Dalglish      | Scozia               | Striker        | 1977–1990              |                               | 515      | 172 |
| Graeme Souness      | Scozia               | Centrocampista | 1978–1984              | 1982–1984                     | 359      | 55  |
| Alan Kennedy        | Inghilterra          | Difensore      | 1978–1985              |                               | 359      | 20  |
| Ronnie Whelan       | Irlanda              | Centrocampista | 1979–1994              | 1988–1989 1990–1991 †         | 493      | 73  |
| Ian Rush *          | Galles               | Attaccante     | 1980–1987 1988–1996    | 1993–1996 †                   | 660      | 346 |
| Bruce Grobbelaar    | Zimbabwe             | Portiere       | 1981–1994              |                               | 628      | 0   |
| Steve Nicol         | Scozia               | Difensore      | 1981–1995              | 1990–1991                     | 468      | 46  |
| Mark Lawrenson      | Irlanda              | Difensore      | 1981–1988              |                               | 356      | 18  |
| Craig Johnston      | Inghilterra          | Centrocampista | 1981–1988              |                               | 271      | 40  |
| Gary Gillespie      | Scozia               | Difensore      | 1983–1991              |                               | 214      | 16  |
| Gary Ablett         | Inghilterra          | Difensore      | 1983–1992              |                               | 147      | 1   |
| Jim Beglin          | Irlanda              | Difensore      | 1983–1989              |                               | 98       | 3   |
| Jan Mølby *         | Danimarca            | Centrocampista | 1984–1996              |                               | 292      | 61  |
| Paul Walsh          | Inghilterra          | Attaccante     | 1984–1988              |                               | 112      | 37  |
| John Wark           | Scozia               | Centrocampista | 1984–1988              |                               | 108      | 42  |
| Steve McMahon       | Inghilterra          | Centrocampista | 1985–1991              |                               | 277      | 50  |
| Steve Staunton      | Irlanda              | Difensore      | 1986–1991 1998–2000    |                               | 148      | 7   |
| Barry Venison       | Inghilterra          | Difensore      | 1986–1992              |                               | 158      | 3   |
| John Aldridge       | Irlanda              | Attaccante     | 1987–1989              |                               | 104      | 63  |
| John Barnes         | Inghilterra          | Centrocampista | 1987–1997              | 1996–1997                     | 407      | 108 |
| Peter Beardsley     | Inghilterra          | Attaccante     | 1987–1991              |                               | 175      | 59  |
| Mike Marsh          | Inghilterra          | Difensore      | 1987–1993              |                               | 101      | 6   |
| Ray Houghton        | Irlanda              | Centrocampista | 1987–1992              |                               | 202      | 38  |
| David Burrows       | Inghilterra          | Difensore      | 1988–1993              |                               | 193      | 3   |
| Glenn Hysén         | Svezia               | Difensore      | 1989–1992              |                               | 82       | 4   |
| Steve Harkness      | Inghilterra          | Difensore      | 1989–1999              |                               | 139      | 4   |
| Steve McManaman     | Inghilterra          | Ala            | 1990–1999              |                               | 364      | 66  |
| Ronny Rosenthal     | Israele              | Attaccante     | 1990–1994              |                               | 97       | 22  |
| Jamie Redknapp      | Inghilterra          | Centrocampista | 1991–2002              | 1999–2002                     | 308      | 41  |
| Mark Wright         | Inghilterra          | Difensore      | 1991–1998              | 1991–1993 †                   | 210      | 9   |
| Mark Walters        | Inghilterra          | Ala            | 1991–1996              |                               | 124      | 19  |
| Rob Jones           | Inghilterra          | Difensore      | 1991–1999              |                               | 243      | 0   |
| Michael Thomas      | Inghilterra          | Centrocampista | 1991–1998              |                               | 163      | 12  |
| David James         | Inghilterra          | Portiere       | 1992–1999              |                               | 277      | 0   |
| Dominic Matteo      | Scozia               | Difensore      | 1992–2000              |                               | 155      | 2   |
| Stig Inge Bjørnebye | Norvegia             | Difensore      | 1992–2000              |                               | 184      | 4   |
| Robbie Fowler *     | Inghilterra          | Attaccante     | 1993–2001 2006–2007    |                               | 369      | 183 |
| Neil Ruddock        | Inghilterra          | Difensore      | 1993–1998              |                               | 152      | 12  |
| Phil Babb           | Irlanda              | Difensore      | 1994–2000              |                               | 170      | 1   |
| Jason McAteer       | Irlanda              | Centrocampista | 1995–1999              |                               | 139      | 6   |
| Patrik Berger       | Rep. Ceca            | Centrocampista | 1996–2003              |                               | 196      | 35  |
| Jamie Carragher *   | Inghilterra          | Difensore      | 1996– ¤                |                               | 603      | 4   |
| Michael Owen *      | Inghilterra          | Attaccante     | 1996–2004              |                               | 297      | 158 |
| Steven Gerrard *    | Inghilterra          | Centrocampista | 1998– ¤                | 2003– †                       | 507      | 126 |
| Danny Murphy        | Inghilterra          | Centrocampista | 1997–2004              |                               | 249      | 44  |
| Sami Hyypiä         | Finlandia            | Difensore      | 1999–2009              | 2001–2003 †                   | 464      | 35  |
| Dietmar Hamann      | Germania             | Centrocampista | 1999–2006              |                               | 283      | 11  |
| Stéphane Henchoz    | Svizzera             | Difensore      | 1999–2005              |                               | 205      | 0   |
| Vladimír Šmicer     | Rep. Ceca            | Centrocampista | 1999–2005              |                               | 84       | 19  |
| Sander Westerveld   | Paesi Bassi          | Portiere       | 1999–2001              |                               | 103      | 0   |
| Djimi Traoré        | Mali                 | Difensore      | 1999–2006              |                               | 141      | 1   |
| Emile Heskey        | Inghilterra          | Attaccante     | 2000–2004              |                               | 223      | 60  |
| Igor Bišćan         | Croazia              | Midfielder     | 2000–2005              |                               | 118      | 3   |
| John Arne Riise     | Norvegia             | Difensore      | 2001–2008              |                               | 348      | 31  |
| Jerzy Dudek         | Polonia              | Portiere       | 2001–2007              |                               | 186      | 0   |
| Milan Baroš         | Rep. Ceca            | Attaccante     | 2001–2005              |                               | 108      | 27  |
| Steve Finnan        | Irlanda              | Difensore      | 2003–2008              |                               | 217      | 1   |
| Harry Kewell        | Australia            | Ala            | 2003–2008              |                               | 139      | 16  |
| Luis García         | Spagna               | Attaccante     | 2004–2007              |                               | 121      | 30  |
| Xabi Alonso         | Spagna               | Centrocampista | 2004–2009              |                               | 210      | 19  |
| José Manuel Reina   | Spagna               | Portiere       | 2005–                  |                               | 233      | 0   |
| Peter Crouch        | Inghilterra          | Attaccante     | 2005–2008              |                               | 135      | 42  |
| Dirk Kuyt           | Paesi Bassi          | Attaccante     | 2006–                  |                               | 175      | 46  |
| Fábio Aurélio       | Brasile              | Difensore      | 2006–                  |                               | 105      | 4   |
| Yossi Benayoun      | Israele              | Centrocampista | 2007–                  |                               | 117      | 27  |
| Fernando Torres     | Spagna               | Attaccante     | 2007–                  |                               | 104      | 62  |

Legenda
- giocatore che vinse in qualità di capitano una competizione maggiore (†).
- Detentore di un record del club (*).
- Giocatore che ha militato nel club per tutta la sua carriera (¤) (aggiornato al 10 novembre 2009).